# Cyclanthera tamnifolia
Cyclanthera tamnifolia är en gurkväxtart som beskrevs av August Heinrich Rudolf Grisebach. Cyclanthera tamnifolia ingår i släktet springgurkor, och familjen gurkväxter. Inga underarter finns listade i Catalogue of Life.